# Medvejanka, Sverdlovsk
Medvejanka (în ucraineană Медвежанка) este localitatea de reședință a comunei Medvejanka din raionul Sverdlovsk, regiunea Luhansk, Ucraina.

## Demografie
Componența lingvistică a localității Medvejanka
     Ucraineană (79,25%)
     Rusă (14,03%)
     Alte limbi (0,4%)
Conform recensământului din 2001, majoritatea populației localității Medvejanka era vorbitoare de ucraineană (79,25%), existând în minoritate și vorbitori de rusă (14,03%).